# جوردن ونايت
جوردن ونايت (بالإنجليزية: Jordan Knight)‏ هو مغن مؤلف وموسيقي ومغني أمريكي، ولد في 17 مايو 1970 في ورسستر في الولايات المتحدة.

## وصلات خارجية
- الموقع الرسمي
- جوردن ونايت على موقع IMDb (الإنجليزية)
- جوردن ونايت على موقع ميوزك برينز (الإنجليزية)
- جوردن ونايت على موقع إن إن دي بي (الإنجليزية)
- جوردن ونايت على موقع أول ميوزيك (الإنجليزية)
- جوردن ونايت على موقع ديسكوغز (الإنجليزية)
- جوردن ونايت على موقع قاعدة بيانات الفيلم (الإنجليزية)